# Председничка кампања Доналда Трампа 2020.
Доналд Трамп, члан Републиканске странке, тражио је реизбор на председничким изборима у Сједињеним Државама 2020. године. Инаугурисан је за председника Сједињених Држава 20. јануара 2017. и истог дана поднео захтев за поновни избор код Федералне изборне комисије (FEC).
Трамп је започео своју кампању за реизбор неуобичајено рано за актуелног председника, почевши да троши новац на реизбор неколико недеља након избора. Од фебруара 2017. надаље, Трамп је одржао више од 150 скупова и прикупљања средстава за ову кампању, посећујући кључне изборне државе. Кампања је такође прикупила средства и покренула две рекламне кампање широм земље. Трамп је у неколико говора рекао да ће слогани за трку 2020. бити „Држимо Америку великом“ и „Обећања дата, обећања испуњена“. Трамп је 7. новембра 2018. потврдио да ће Мајк Пенс бити његов потпредседнички кандидат 2020.
Трампова понуда за реизбор је на крају била неуспешна; листа Демократске странке Џоа Бајдена и Камале Харис победила је на изборима 2020. Ово је био први пут од 1992. године да је актуелни председник изгубио реизбор. Трамп је одбио да прихвати резултате; он и његови савезници су износили лажне и оповргнуте тврдње о превари, вршили притисак на изборне званичнике, поднели неколико неуспешних тужби, и директно покушали да пониште резултате на нивоу округа, државе и савезне државе. Ово је кулминирало нападом на Капитол Сједињених Држава 6. јануара 2021. године, због чега је Трамп опозван по други пут. Дан након напада, Трамп је изјавио да ће "нова администрација" наследити његову, без помињања имена новоизабраног председника Бајдена, у видео снимку објављеном на Твитеру.

## Анкете
Истраживања јавног мњења спроведена 2020. скоро увек су показивала да је демократски кандидат Џо Бајден водио Трампа на националном нивоу у мечевима за опште изборе, при чему предност бившег потпредседника обично прелази границе грешке узорка. Трампова кампања је одбацила анкете током изборне сезоне, напомињући како су погрешно предвидели победу Хилари Клинтон на председничким изборима 2016. Ово расположење је одразило веће неповерење јавности у анкете уопште, са неколико студија, укључујући и ону истраживачког центра Pew, које показују да чак и када је Бајден водио Трампа са значајном разликом на националном нивоу, већина људи је и даље веровала да ће Трамп победити на изборима.
Након што је држао корак са Бајденом и чак га је водио у неким кључним државама током пролећа, Трампов рејтинг је значајно ослабио у јуну и јулу, због чега је заостајао у већини тих држава на бојном пољу, као и у државама које су историјски гласале за републиканце, као што је Џорџија, Тексас и Канзас. До 4. јула 2020. Politico је известио да Трамп „двоцифрено заостаје за [Бајденом] у недавним анкетама“. Анкета Вашингтон поста /ABC News-а средином јула показала је да Бајден има двоцифрену предност.
Трамп је, међутим, почео да се враћа почетком августа. Национална анкета која је тада спроведена показала је да Бајден води са само три одсто на националном нивоу. Трамп је такође почео да напредује у државним анкетама, као на пример у 
Ајови, где је анкета показала да Трамп води Бајдена за 48% према 45%, што је шест процентних поена мање него што је Трамп освојио државу у 2016, али је напредак у односу на место где је Трампова популарност била у неколико месеци пре. Интерне анкете које је наручила кампања показале су да је Трамп једнак или испред Бајдена у 15 кључних држава, док је анкета CNN-а показала да је Бајден већи за само један процентни поен у 15 држава на бојном пољу. Међутим, крајем месеца, Бајденова предност је поново почела да расте, пошто је Трамп нашао неколико поена на националном нивоу у три високо оцењене анкете: Fox News који је водио Бајдена са 49% према 42%,  NBC/ Волстрит Џурнал код којих је Бајден водио 50% према 41%, и Вашингтон пост/ABC који је имао Бајдена на 53% према 41%.
Трамп је благо побегао након Републиканске националне конвенције 2020, након чега је анкета Ројтерса / Ипсоса показала да је Бајденово национално вођство смањено на седам поена. До краја августа, Трамп се котирао испред Бајдена у кључним државама као што је Охајо, где је водио 50% према 45%, а био је врат уз врат са демократским кандидатом у другим државама на бојном пољу, као што је Флорида.
Трампови национални анкетни бројеви поново су опали након његовог наступа на првој председничкој дебати и његове дијагнозе КОВИД-19 крајем септембра и почетком октобра, пошто се Бајденово вођство редовно враћало на двоцифрене вредности. Анкета Вашингтон пост/ABC News спроведена у овом периоду показала је да је Бајденово вођство било 53% према 43%. Трамп је, међутим, ипак успео да одржи корак са Бајденом у државама на бојном пољу, дајући му на тај начин шансу да задржи председничку функцију преко Изборног колеџа како се ближи дан избора.

## Примарни избори

### Табела
Кандидати на примарним изборима сортирани по броју делегата:
| Кандидат | Кандидат     | Последња функција    | Повукао кандидатуру | Бр. делегата | Бр. гласова      | Освојене државе | Лого |
| -------- | ------------ | -------------------- | ------------------- | ------------ | ---------------- | --------------- | ---- |
|          | Доналд Трамп | 45.председник САД    | Номинован           | 2.549        | 18.159.752 (94%) | 56              |      |
|          | Бил Велд     | Гувернер Масачусетса | 18. март 2020.      | 1            | 454.402 (2,3%)   | 0               |      |
| Укупно   | Укупно       | Укупно               | Укупно              | 2.550        | 19.321.267       | 56              |      |
|          |              |                      |                     |              |                  |                 |      |

## Подршке

### Потпредседници
- 44. потпредседник Ден Квејл (1989–1993)

### Међународне политичке фигуре

#### Шефови држава и влада
- Председник Бразила Жаир Болсонаро
- Председник Нигерије Мухамаду Бухари
- Српски члан Председништва Босне и Херцеговине Милорад Додик
- Председник Пољске Анджеј Дуда
- Председник Филипина Родриго Дутерте
- Премијер Словеније Јанез Јанша
- Премијер Индије Нарендра Моди
- Председник Мексика Андрес Мануел Лопез Обрадор
- Премијер Мађарске Виктор Орбан
- Председник Србије Александар Вучић

#### Партијски лидери
- Марин Ле Пен
- Најџел Фараж

#### Из Србије
- Ивица Дачић
- Војислав Шешељ
- Драган Марковић Палма

### Остали
- Сенатор Мич Меконел
- Сенатор Линдзи Грахам
- Сенатор Марко Рубио
- Сенатор Чак Гресли
- Сенатор Ренд Пол
- Сенатор Орин Хач
- Члан Представничког дома Кевин Макарти
- Члан Представничког дома Стив Скализ
- Члан Представничког дома Даг Колинс
- Члан Представничког дома Мет Гејц
- Члан Представничког дома Џим Џордан
- Члан Представничког дома Елиз Стефаник
- Члан Представничког дома Ли Целдин
- Члан Представничког дома Пол Госар
- Члан Представничког дома Ден Креншав
- Члан Представничког дома Девин Нунс
- Члан Представничког дома Дејвид Швејкерт
- Члан Представничког дома Џеф ван Дру
- Бивши члан Представничког дома Мишел Бакман
- Члан Представничког дома Њут Гингрич
- Гувернер Грег Абот
- Гувернер Рон Десантис
- Гувернер Џим Џастис
- Бизнисмен Шелдон Аденсол
- Боксер Мајк Тајсон
- Голфер Џек Никлаус
- Водитељ Такер Карлсон
- Водитељ Шон Хенити